# Alex Cox
Alexander B. H. "Alex" Cox, född 15 december 1954 i Bebington i Merseyside, är en brittisk filmregissör, manusförfattare, författare och till viss del skådespelare.

## Filmografi
- Sleep Is for Sissies (1980)
- Repo Man (1984)
- Sid & Nancy (1986)
- Straight to Hell (1987)
- Walker (1987)
- El Patrullero (1992)
- The Winner (1996)
- Death and the Compass (1996)
- Three Businessmen (1998)
- Revengers Tragedy (2002)
- Searchers 2.0 (2007)
- Repo Chick (2009)